# Cangas do Morrazo (Gerichtsbezirk)
Der Gerichtsbezirk Cangas do Morrazo ist einer der 13 Gerichtsbezirke in der Provinz Pontevedra.
Der Bezirk umfasst 3 Gemeinden auf einer Fläche von 110,03 km² mit dem Hauptquartier in Cangas do Morrazo.

## Gemeinden
| Gemeinde                         | Einwohner (2024) | Fläche km² | Dichte Einw./km² | Cod INE | Postleitzahl |
| -------------------------------- | ---------------- | ---------- | ---------------- | ------- | ------------ |
| Cangas do Morrazo                | 26.714           | 38,08      | 702              | 36008   | 36940–36986  |
| Moaña                            | 19.315           | 35,06      | 551              | 36029   | 36950        |
| Vilaboa                          | 5.869            | 36,89      | 159              | 36058   | 36141        |
| Gerichtsbezirk Cangas do Morrazo | 51.898           | 110,03     | 472              | –       | –            |